# Mairis Briedis
Mairis Briedis (Riga, 13 gennaio 1985) è un pugile lettone.
Passato al professionismo nel 2009, è tre volte campione del mondo nella categoria dei massimileggeri. Con la conquista del titolo WBC nel 2017 è divenuto il primo pugile lettone campione del mondo. Nel 2019 vince il titolo WBO, immediatamente reso vacante; nel 2020 vince il titolo IBF battendo nella finale del torneo WBSS il cubano Yuniel Dorticos.

## Biografia
È sposato con Jūlija Briede, con la quale ha quattro figli: Deivids Kristaps, Ričards Daniels, Rafaels e Brendans.

## Carriera

### 2009–2016: primi anni e affermazione in Europa
In precedenza ufficiale di polizia a Riga, compie il suo debutto da professionista nel 2009 all'età di 24 anni. Nel corso degli anni successivi mette a referto una serie di vittorie sia nel suo paese che all'estero – incluso un rapido KO tecnico ai danni del britannico ed ex sfidante al titolo dei pesi massimi Danny Williams – fregiandosi nel frattempo del titolo IBA dei massimileggeri.
L'affermazione in Europa avviene nell'estate del 2015 quando Briedis, volato in Russia per affrontare Manuel Charr, spiazza l'ex contendente mondiale con un KO alla quinta ripresa. La sua ascesa sportiva prosegue l'anno dopo con la conquista della corona WBC Silver ai danni del picchiatore nigeriano Olanrewaju Durodola, traguardo che lo rende di diritto sfidante per il titolo mondiale di Tony Bellew. A seguito del passaggio dell'inglese ai pesi massimi, tuttavia, la cintura diviene vacante ed è messo in palio nel match di Briedis contro Marco Huck. Il mondiale è detatto dai ritmi del lettone a partire dal terzo round e si conclude con una sua netta vittoria per decisione unanime dei giudici con i punteggi di 118–109, 117–110 e 116–111: tale vittoria lo rende il primo pugile lettone a diventare campione del mondo. 

### Dal 2017: World Boxing Super Series

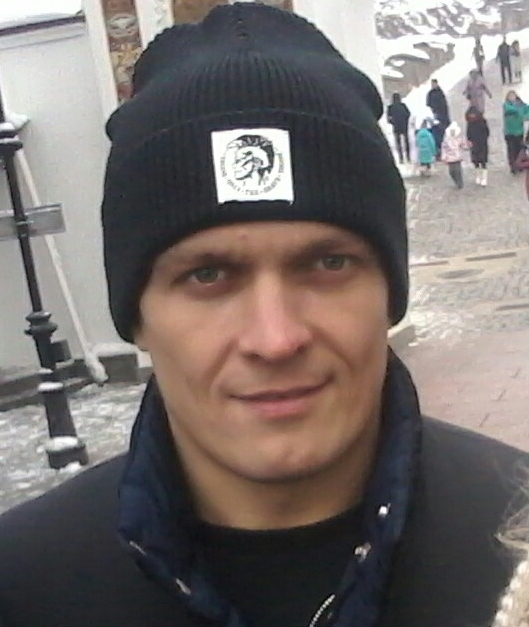
L'ucraino Oleksandr Usyk ha inflitto a Briedis la sua prima sconfitta da professionista

Nel 2017 annuncia il suo ingresso nel World Boxing Super Series, prestigioso torneo ispirato al Super Six World Boxing Classic e istituito per decretare il campione indiscusso nella categoria dei masimileggeri. Giunto al torneo in buona condizione fisica, nel mese di settembre si scontra ai quarti di finale con il cubano Mike Perez, imponendosi per decisione unanime con un 116-110, 115-111, 114-112, prima di essere eliminato in semifinale a gennaio dall'ucraino Oleksandr Usyk, che gli sottrae il titolo WBC via decisione di maggioranza con i cartellini di 114-114, 115-113 e 115-113. Ciò che mette in difficoltà il lettone è l'elevato ritmo di gara di Usyk, capace di controllare le distanze con il suo jab. 
Lasciatosi alle spalle la delusione mondiale Briedis torna sul ring nell'estate del 2018. Con molta scioltezza porta quindi a casa una vittoria ai punti sul francese Brandon Deslaurier al termine di dieci riprese, senza cedere neanche un round al rivale. 
Ad agosto dichiara la volontà di partecipare al Super Series per la seconda volta in carriera: Briedis vi entra come testa di serie numero 1 del tabellone e ha perciò diritto di scegliere il suo primo avversario. A differenza dell'anno precedente, l'edizione in questione non vede la partecipazione di alcun campione del mondo, in quanto Oleksandr Usyk – con la vittoria del WBSS 2017-2018 – aveva unificato tutte le principali corone mondiali divenendo campione indiscusso.  Nei quarti di finale batte per decisione l'armeno-tedesco Noel Mikaelian Gevor, controllando la seconda parte del match dopo una prima metà equilibrata.